# Rød Ungdom
Rød Ungdom (RU), Juventude Vermelha em português, e uma organização juvenil do Partido Vermelho da Noruega. A organização já teve o nome de Sosialistik Ungdomsforbund (Federação da Juventude Socialista) e Sosialistik Ungdomsforbund (marxist-leninistene). O nome atual foi adotado em 1973.
A Rød Ungdom define-se como uma radical, revolucionária e feminista organização que une os jovens para lutar por uma via socialista na democracia, com o objetivo de formar uma sociedade sem classes.
Até 2007, a Rød Ungdom era ligado a dois partidos: Rød Valgallianse (Aliança vermelha Eleitoral) e Arbeidernes kommunistparti (Partido Comunista dos Trabalhadores).
O atual líder da organização é Iver Aastebøl.

## Política
A RU é uma organização com três princípios fundamentais: o socialismo, o feminismo e o anti-racismo. Seus objetivos são tipicamente comunistas, e têm a função de organizar a classe trabalhadora em preparação para uma eventual derrubada do sistema capitalista. O RU pretende estender a democracia na Noruega e também se distanciar dos regimes comunistas da União Soviética e da China.
A organização é ativa em várias frentes políticas, apoiando a resistência na Palestina e contra a União Europeia, o racismo e o sexismo.
Uma das ações mais conhecidas da RU foi quando, em apoio aos direitos gays, interrompeu o encontro nacional do Partido Democrata Cristão em uma tentativa de expor e destacar o que eles viam como homofóbicos democratas-cristãos.
A RU também construiu um abrigo de refugiados no jardim do conservador ministro Erna Solberg, como protesto contra as políticas de imigração.
Em 2010, a RU lançou uma campanha para recolher 100 mil coroas norueguesas para oferecer a Siv Jensen, líder do Partido do Progresso, para que ela deixe o país.